# Mesochorus turgidus
Mesochorus turgidus is een vliesvleugelig insect (orde Hymenoptera) uit de familie van de gewone sluipwespen (Ichneumonidae). De wetenschappelijke naam van de soort werd in 1974 gepubliceerd door C.E. Dasch.

## Homoniemen
Voor Mesochorus turgidus Kusigemati, 1985 zie Mesochorus agnesiae Kittel, 2016